# ドイツの鉄道
ドイツの鉄道では、ドイツ連邦共和国における鉄道について述べる。

## 概要
2015年の時点で、ドイツには総延長33,331 kmの鉄道網があり、うち19,983 kmが電化区間、18,201 kmが複線区間となっていた。
最大の鉄道会社は国有のドイツ鉄道（ドイツ語: Deutsche Bahn; DB）であるが、民間事業者も近年増加している。2016年の時点で、452の事業者が鉄道事業許可を得ており、貨物鉄道事業者は163、地域旅客鉄道事業者は124、長距離旅客鉄道事業者は20存在した。同年の時点でドイツ鉄道のシェアは地域鉄道において67%、内陸貨物輸送において68.6%となっている。
2018年のドイツにおける鉄道の輸送量は以下のとおりである。
|      |        | 輸送人キロ・輸送トンキロ | 輸送人員・輸送量 | 平均輸送距離 |
| ---- | ------ | ------------------------ | ---------------- | ------------ |
| 旅客 | 長距離 | 42,886,000,000人キロ     | 148,629,000人    | 289 km       |
| 旅客 | 地域内 | 54,919,000,000人キロ     | 2,724,800,000人  | 20 km        |
| 旅客 | 合計   | 97,805,000,000人キロ     | 2,873,429,000人  | 34 km        |
|      |        |                          |                  |              |
| 貨物 | 貨物   | 116,273,000,000トンキロ  | 354,430,000 t    | 328 km       |

また、2014年末（地域内）および2015年末（長距離・貨物）における営業用鉄道車両数は以下のとおりである。
|                  | 旅客   | 旅客   | 旅客   | 旅客   | 貨物     | 合計     |
| 長距離           | 長距離 | 地域内 | 地域内 |        | 貨物     | 合計     |
| 高速             | その他 | 鉄道   | 軌道   |        | 貨物     | 合計     |
| ---------------- | ------ | ------ | ------ | ------ | -------- | -------- |
| 電車             | 143本  |        | 5581本 | 6371本 |          | 12114本  |
| 気動車           | 19本   |        | 5581本 | 6371本 |          | 12114本  |
| 電気機関車       | 164両  | 228両  | 1142両 |        | 1627両   | 4174両   |
| ディーゼル機関車 |        | 29両   | 1142両 | 984両  |          | 4174両   |
| 客車             | 972両  | 1706両 | 4397両 | 786両  |          | 8013両   |
| 制御客車         | 45両   | 107両  | 4397両 | 786両  |          | 8013両   |
| 貨車             |        |        |        |        | 141143両 | 141143両 |

鉄道とバスを合わせ、2016年には短距離旅客輸送の費用の23.7%が補助金によって賄われていた。長距離旅客輸送に対しては、一般的に補助は行われていない。
ボストン・コンサルティング・グループがヨーロッパの鉄道を人口比輸送量、サービス品質、安全性によって格付けした2017年欧州鉄道性能指数では、ドイツは4位に位置付けられた。旅客・貨物双方の人口比輸送量が特に高く評価されたほか、公共投資の量に比して指数が高かったことも確認された。
ドイツは国際鉄道連合の加盟国であり、国別番号は80である。

### 長距離輸送
長距離輸送は自由化されている。以下に主なものを示す。
- ドイツ鉄道（DBフェルンフェアケーア（英語版、ドイツ語版））
  - インターシティエクスプレス（ICE）- 高速列車。国境を越えオランダ、ベルギー、スイス、オーストリア、フランス、デンマークに直通する列車もある。
  - ユーロシティ - 国際長距離列車。特急に相当。
  - インターシティ - 国内長距離列車。特急に相当。
- タリス - フランス・ベルギー・オランダ・ドイツの4か国を結ぶ国際高速列車。車両は仏TGVベースのものを使用。
- フリックストレイン（英語版、ドイツ語版） - 長距離バス網を運営するフリックスモビリティ傘下の鉄道事業者。
- ナイトジェット - オーストリア連邦鉄道によって運行される夜行列車。かつてドイツ鉄道が運行していたシティナイトラインの後継にあたる。

### 地域内輸送
地域内輸送は州政府による委託と補助を受けて行われ、ドイツ鉄道傘下のDBレギオグループや民間鉄道事業者が実際の運行を担っている。
- レギオナルエクスプレス・インターレギオエクスプレス（英語版、ドイツ語版） - 準速達列車
- レギオナルバーン - 普通列車

### 都市鉄道
- Sバーン - 都市近郊列車
- Uバーン - 地下鉄
- 路面電車・シュタットバーン - 地上を走行するものも多いが、一部の大都市では地下鉄として都心を走るものもある。

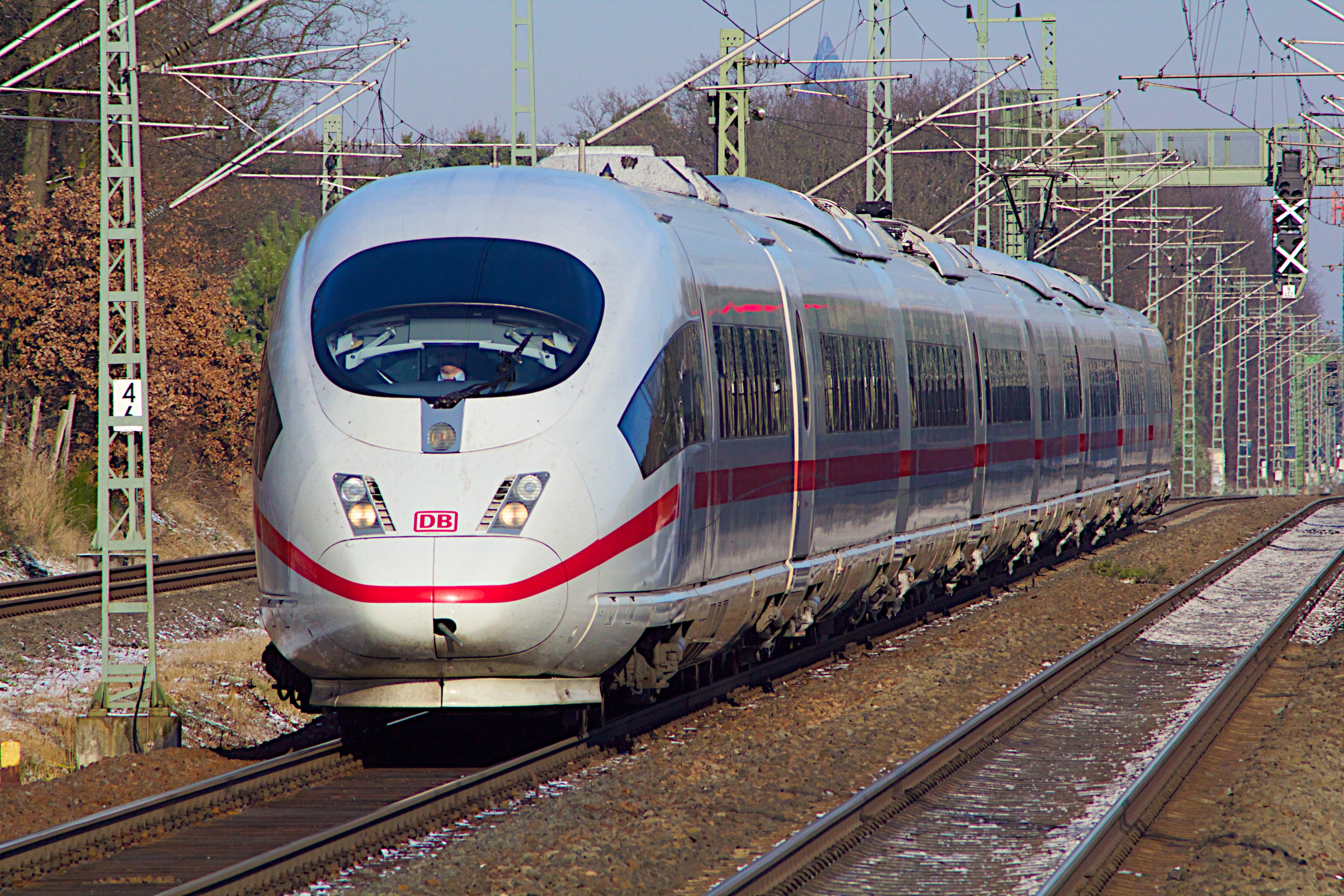
ICE 3
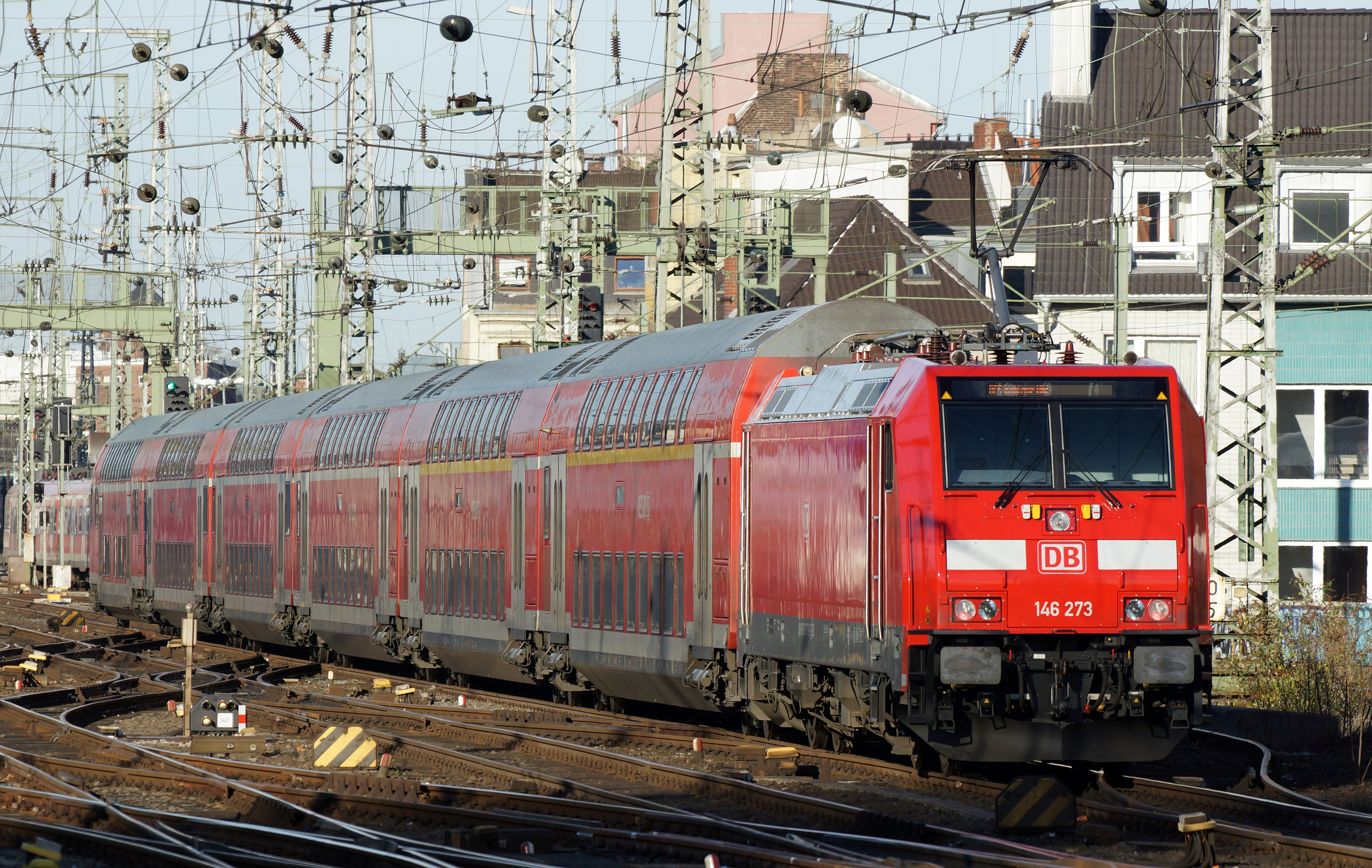
146型（英語版）牽引の二階建て客車列車
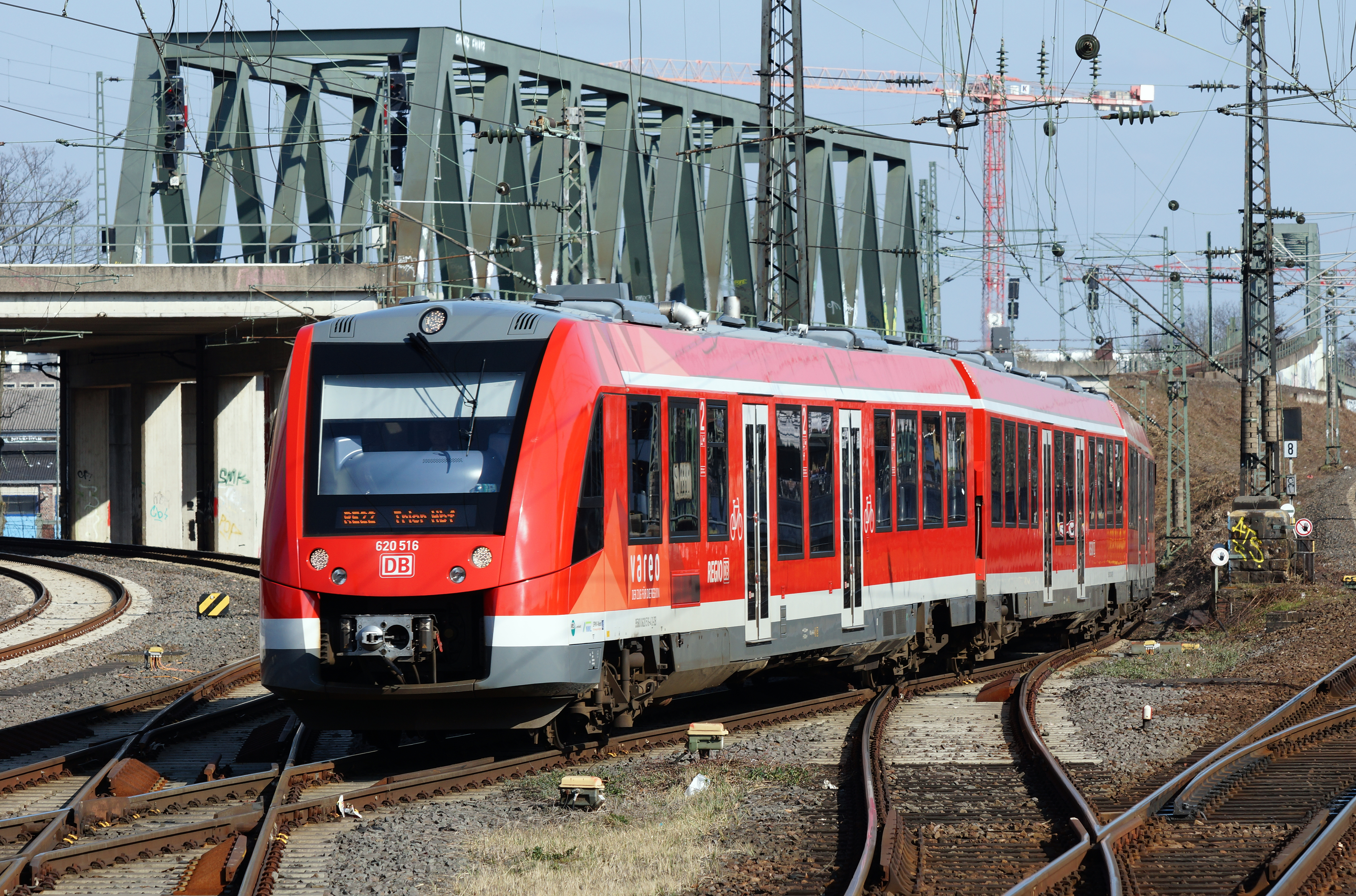
620型
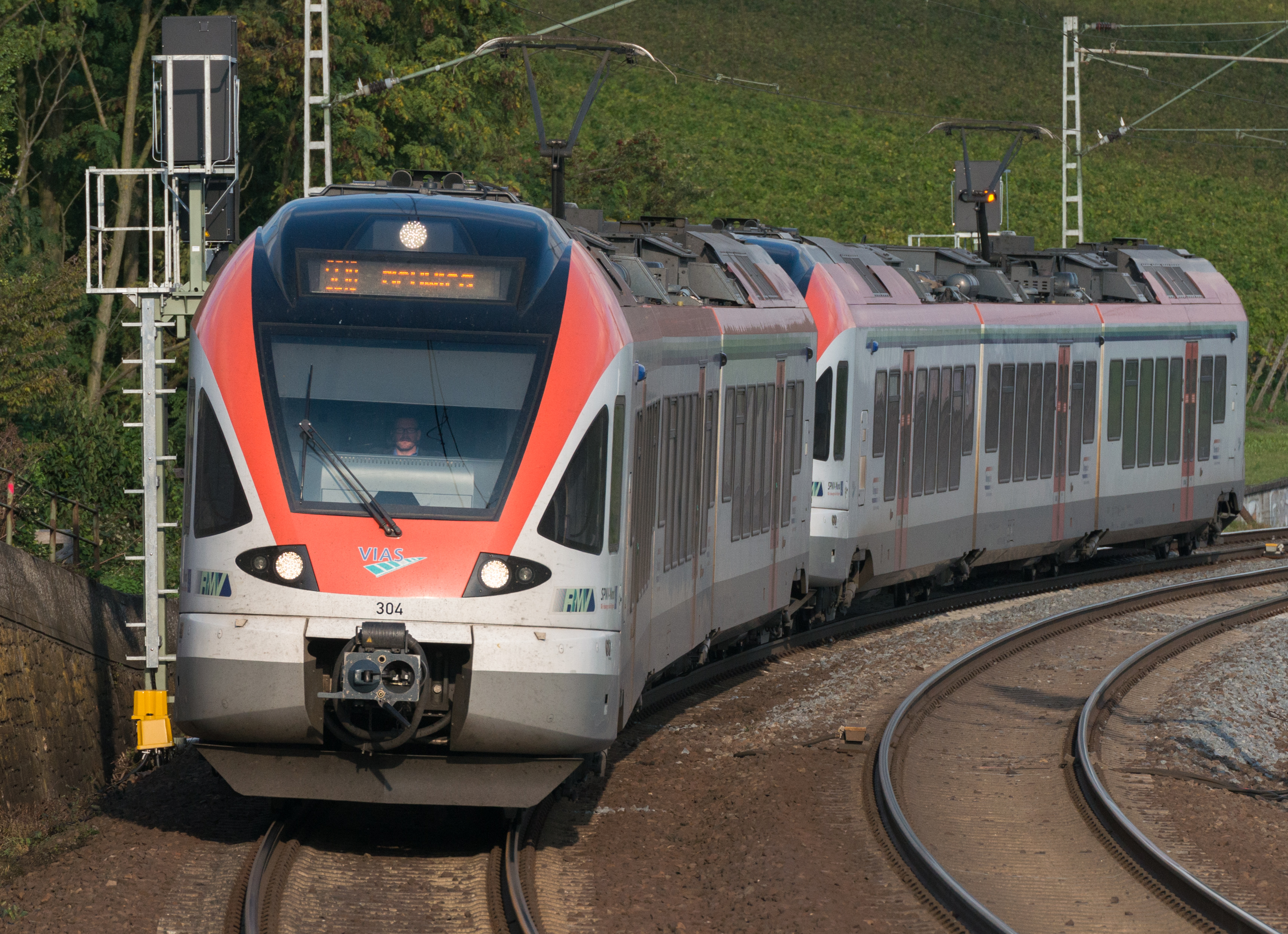
民間事業者ヴィアス（英語版）のFLIRT
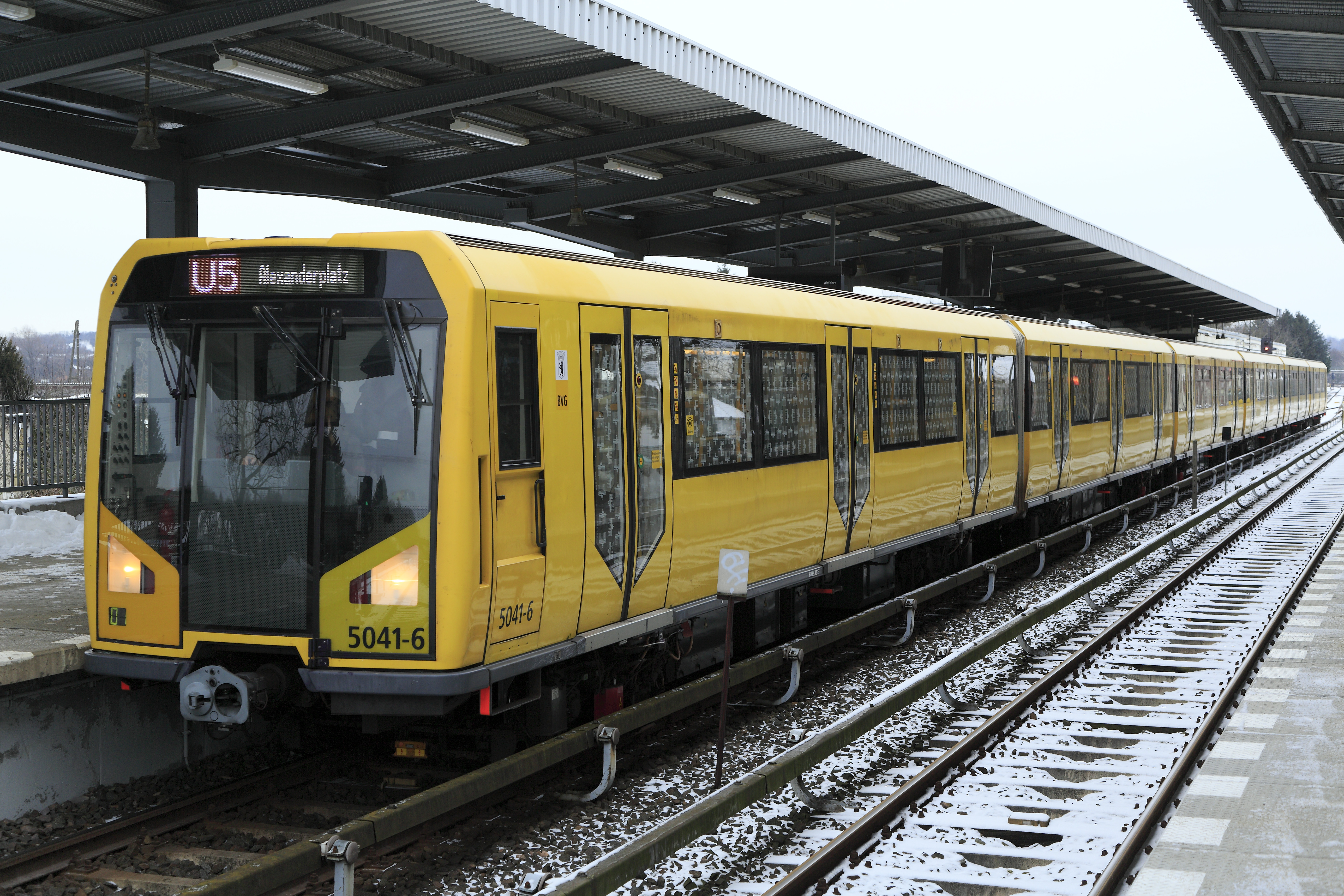
ベルリン地下鉄のH型
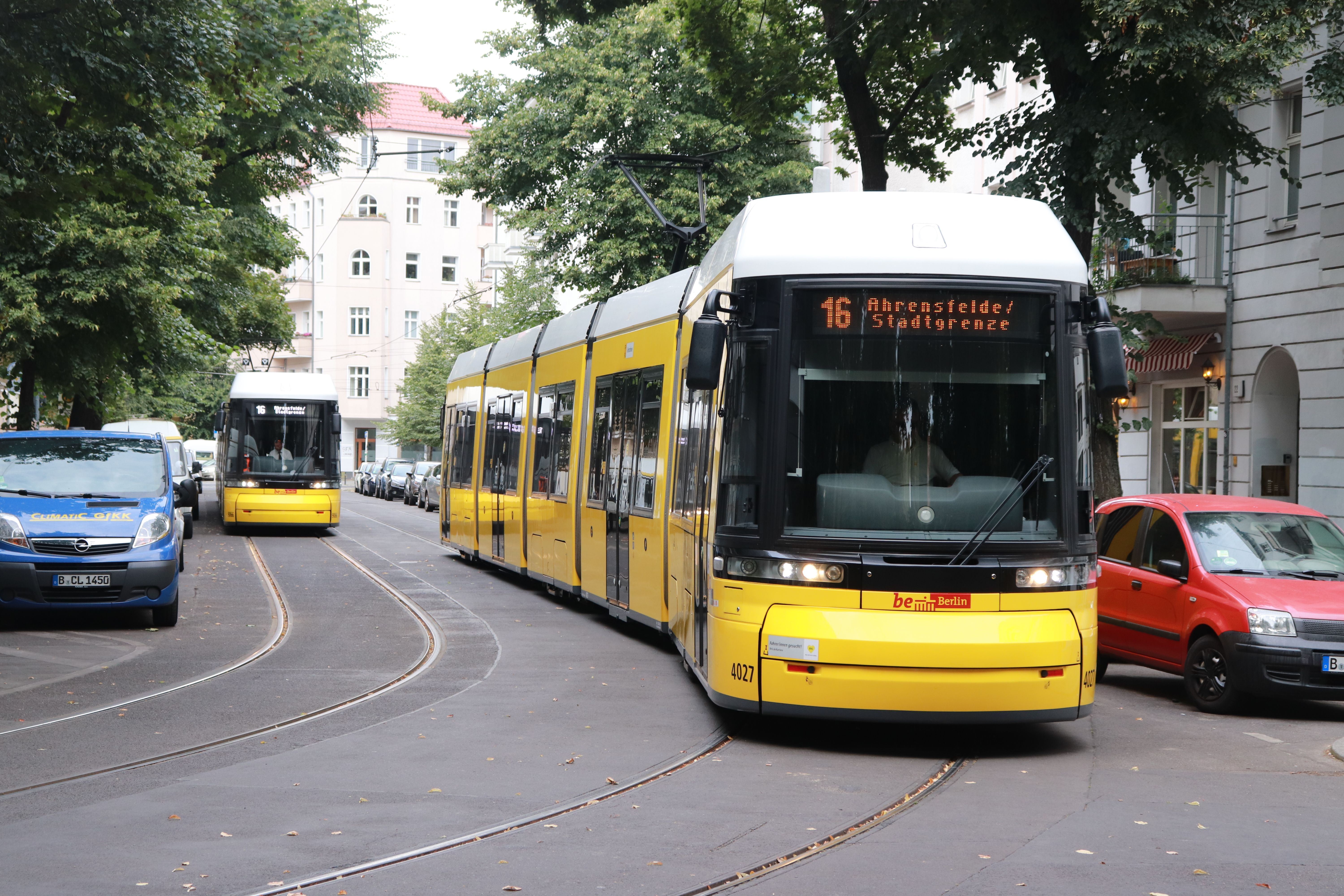
ベルリン市電のフレキシティ・ベルリン

## 歴史

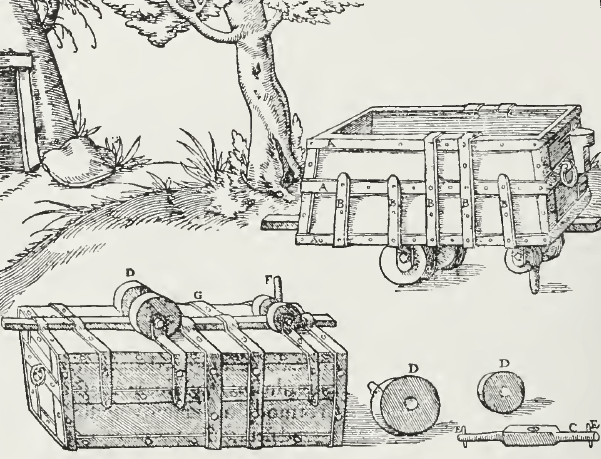
「デ・レ・メタリカ」収録の「フント」のスケッチ

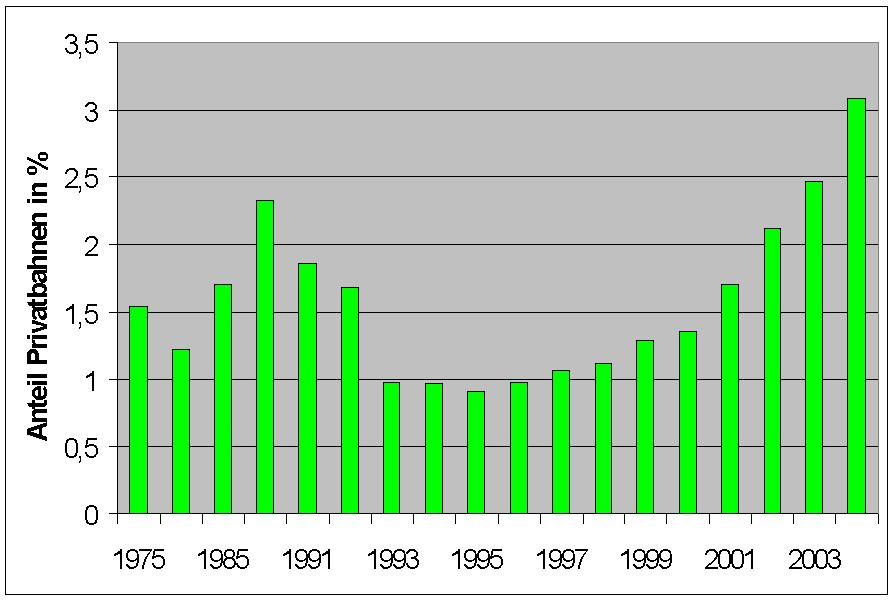
民間鉄道会社のシェア

ドイツでは鉄道の原型の一つである鉱山用トロッコが16世紀に発達し、ゲオルク・アグリコラが1556年に出版した「デ・レ・メタリカ」にその一例が掲載されている。これは車輪が通る部分に2枚の板を敷き、板の間の隙間に差し込んだガイドピンによって軌道からの逸脱を防ぐという仕組みであり、走行音から「フント」（犬）と呼ばれた。
ドイツにおける初めての近代的な鉄道は1835年12月7日にニュルンベルク - フュルト間6.04kmで開業したルートヴィヒ鉄道（現在廃止）である。1839年には初の長距離路線であるライプツィヒ - ドレスデン鉄道（現・ライプツィヒ - ドレスデン線）が開通し、ドイツの鉄道網はその後、1845年に総延長2000 km超、1855年に8000 km超と、急速な発展を遂げた。
1871年のドイツ統一後、ドイツ帝国の各構成国では鉄道の統合と邦有化の動きが起こり、鉄道網の拡大も持続した。隣国フランスとは異なり、ドイツでは工業化の促進が鉄道の目的として掲げられたため、ルール地方などの工業地帯には鉄道路線が張り巡らされ、主要な港湾であったハンブルクとブレーメンへの輸送路を確保した。1880年には、ドイツには9400両の機関車が存在し、輸送量は旅客が43,000人、貨物が30,000トンとなった。
第一次世界大戦後、ヴァイマル共和政に移行したドイツでは、各邦有鉄道の統合によって1920年4月1日にドイツ国営鉄道（ドイツ語: Deutsche Reichseisenbahnen（当初）、Deutsche Reichsbahn（1921年以降））が発足した。
第二次世界大戦が始まると、製造時間の短縮と輸入材料の節約のため、52形蒸気機関車をはじめとした戦時設計の車両が導入された。アウトバーンは発達途上であり、トラックも不足していたため、鉄道は水運によって補完されつつ重要な役割を負った。
戦後の東西ドイツの分裂では、国鉄についても西ドイツのドイツ連邦鉄道（ドイツ語: Deutsche Bundesbahn）と東ドイツのドイツ国営鉄道（ドイツ語: Deutsche Reichsbahn）に分裂した。
1989年にベルリンの壁が崩壊すると、東西ドイツ間を直通する列車は大幅に増加し、廃止された国境区間の復活も行われた。1990年にはドイツ再統一が行われたが、鉄道についてはこの限りではなく、1994年1月1日になってドイツ鉄道が誕生した。ドイツ鉄道への統合は「Bahnreform」（鉄道改革）と呼ばれ、将来の民営化を見据え株式会社制が採用された。株式の売却はその後中止されたものの、改革の一環としてドイツ鉄道は1996年にその独占的地位を失い、地域輸送は州政府による入札制に移行、長距離輸送は自由化された。
ドイツでは、鉄道は50 km以上の移動について都市間バスとの競争から守られていたが、2013年にこの規制が撤廃されると乗客の大幅な流出が生じた。

## 規格
ドイツの鉄道は主に標準軌（1435 mm）で敷設されている。路面電車はメーターゲージ（1000 mm）が一般的であるが、ライプツィヒ市電は1458 mm軌間、ドレスデン市電は1450 mm軌間と例外もある。また、保存鉄道でもメーターゲージや900 mm軌間、750 mm軌間など狭軌の路線がみられる。なお、歴史的にはバーデン大公国邦有鉄道が1840年の開業から1855年まで1600 mm軌間を採用していた。
ドイツでは総路線長の半分超が電化されており、主に交流15000 V 16.7 Hz電化が採用されている。

## 国際列車
隣接国は9ヶ国あり、すべての国との間で直通列車が走っている。軌間は全て標準軌で共通だが、以下に列記する電化方式のほか信号システムなどにも違いがあることがある。
- デンマーク - 交流25000 V 50 Hz
- ポーランド - 直流3000V
- チェコ - 直流3000V
- オーストリア - 交流15000 V 16.7 Hz
- スイス - 交流15000 V 16.7 Hz　パンタグラフの種類が異なる
- フランス - 交流25000 V 50 Hz（直流1500V区間との接続はなし）
- ルクセンブルク - 交流25000 V 50 Hz
- オランダ - 直流1500V・交流25000 V 50 Hz（エメリッヒ（英語版、ドイツ語版）／ゼーフェナールのみ）
- ベルギー - 直流3000V

### 国際旅客列車
短距離列車を除く
- ICE 12：ベルリン - フランクフルト - バーゼル - インターラーケン / チューリッヒ
- ICE 20：キール - フルダ - バーゼル - クール
- IC 30：（ヴェスターランド（英語版、ドイツ語版） / フレンスブルク / グライフスヴァルト - ）ハンブルク - ケルン - マンハイム - バーゼル - チューリッヒ
- IC 32：ミュンスター / ドルトムント - シュトゥットガルト - ザルツブルク - クラーゲンフルト
- ICE 43：アムステルダム / ドルトムント - ケルン — バーゼル
- IC 60 / RJ 90：（バーゼル - ）カールスルーエ - ミュンヘン（ - ザルツブルク ）
- EC 62：ザールブリュッケン / フランクフルト - シュトゥットガルト - ザルツブルク - クラーゲンフルト / グラーツ
- IC 76：オーフス / コペンハーゲン - ハンブルク
- IC 77：アムステルダム - ベルリン
- ICE 78：アムステルダム - フランクフルト
- ICE 79：ブリュッセル - フランクフルト
- ICE / TGV 82：パリ - ザールブリュッケン / フランクフルト
- ICE / TGV 83：パリ - ミュンヘン
- TGV 84：マルセイユ - フランクフルト
- ECE 85：フランクフルト - バーゼル - ミラノ
- IC 87：シュトゥットガルト - チューリッヒ
- EC 88：ミュンヘン - チューリッヒ
- EC 89：ミュンヘン - ヴェローナ（ - ボローニャ / ヴェネツィア ）
- ICE 91：（ドルトムント - ）フランクフルト - ウィーン
- EC 95：ベルリン - ワルシャワ / グディニア
- ALX：ミュンヘン - プラハ
- （ヴェスターランド / キール - ）ハンブルク - ベルリン - プラハ（ - ブダペスト）
- フランクフルト - ストラスブール / バーゼル
- （夜行）ベルリン - マルメ
- （夜行）ベルリン - ハンブルク - チューリッヒ
- （夜行）ハンブルク / デュッセルドルフ - ウィーン / インスブルック
- （夜行）ウィーン - ベルリン
- （夜行）ブダペスト - ミュンヘン
- （夜行）ミュンヘン - ヴェネツィア / ミラノ / ローマ
- （夜行）ミュンヘン - ザグレブ / リエカ
- （夜行）ベルリン - モスクワ